# Jan Łodzia
Jan herbu Łodzia (zm. 14 kwietnia 1346) – biskup poznański, świadek w procesie polsko-krzyżackim, autor sekwencji i antyfon.

## Życiorys
Urodził się jako syn wielkopolskiego rycerza Sędziwoja. Na kartach historii pojawia się po raz pierwszy w 1319, gdy jako kanclerz biskupa poznańskiego, wszedł w skład delegacji wyznaczonej przez papieskich sędziów, która miała wręczyć pozew Krzyżakom w sprawie procesu między Polską a zakonem o Pomorze Gdańskie. Wiadomo, że podczas tego procesu uczestniczył w posiedzeniach sądu w Inowrocławiu i Brześciu Kujawskim. Wpisano go również w wyroku z 1321 kończącym ten proces jako jednego ze świadków. W tym samym okresie otrzymał stanowisko archidiakona poznańskiego. W 1331 nieomal zginął podczas krzyżackiej wyprawy wojennej do Wielkopolski, gdy wojska Zakonu zdobyły Słupcę.
W 1335 otrzymał godność biskupa poznańskiego. Jako nowy biskup, wraz z Janisławem I, arcybiskupem gnieźnieńskim zaskarżył Zakon do kurii rzymskiej. Podczas procesu w 1339, który miał miejsce w Warszawie między Zakonem a Polską pozwany jako świadek wydał zarówno negatywną opinię o rządach jakie sprawował Władysław Łokietek na Pomorzu, jak i o zbrodniach dokonanych przez zakon krzyżacki. Swoich roszczeń zrzekł się, podobnie jak reszta biskupów, w 1343 przy zawarciu pokoju kaliskiego. W 1344 r. rozpoczął przebudowę poznańskiej katedry w stylu gotyckim. Zmarł 14 kwietnia 1346. Pochowano go w katedrze.  Czasami za Długoszem nazywany Jan z Kępy, chociaż jest to prawdopodobnie błąd kronikarza, gdyż w XIV wieku Kępa należała do Doliwów.

## Twórczość
Do naszych czasów dotrwało kilka napisanych przez niego hymnów ku czci Matki Boskiej i świętych. Przypuszczalnie to również on ułożył inskrypcję, zaczynającą się od słów Hic iacet in tumba, wyrytą na grobie Bolesława Chrobrego ufundowanym przez jednego ze swych poprzedników na tronie biskupim Bogufała II. Według przekazów biskup Jan był również muzykiem, grającym na cytrze.

### Ważniejsze utwory
- Salve salutis janua (sekwencja na uroczystość Wniebowzięcia NMP w 16 zwrotkach), wyd.: G. M. Dreves Analecta hymnica medii aevi, t. 10: „Sequentiae ineditae”, Lipsk 1891, s. 54 (według zapisu z XV w.). – J. Surzyński Matka Boska w muzyce polskiej, Kraków 1905, dod. muzyczny, s. 6-7 (tu pt. Prosa de Assumptione Mariae; z nutami); wyd. krytyczne H. Kowalewicz „Cantica Medii Aevi Polono-Latina”, t. 1: „Sequentiae”, Warszawa 1964, Bibl. Latina Medii et Recentioris Aevi, t. 14; źródła wymienia H. Kowalewicz; zob. też C. U. J. Chevalier Repertorium hymnologicum, t. 2, Louvain 1897, s. 521
- In laudem sacro praesuli (sekwencja na cześć św. Wojciecha, z akrostychem: Johannes presul Posnaniensis); wyd. krytyczne H. Kowalewicz „Cantica Medii Aevi Polono-Latina”, t. 1: „Sequentiae”, Warszawa 1964, Bibl. Latina Medii et Recentioris Aevi, t. 14; wiad. o sekwencji: In laudem sancti sacro presuli..., jako prawdopodobnie identyczna z utworem J. Łodzi, podał M. Liebeskind „Sekwencjarz Tarnowski” (XVI w.); Muzyka 1930, nr 6
- Lux clarescit in via (antyfona maryjna); wyd. krytyczne H. Kowalewicz „Cantica Medii Aevi Polono-Latina”, t. 1: „Sequentiae”, Warszawa 1964, Bibl. Latina Medii et Recentioris Aevi, t. 14

### Materiały
- Materiały do uczestnictwa w procesie polsko-krzyżackim w Inowrocławiu 1320-1321 i w Warszawie 1339, wyd. w: Lites ac res gestae inter Polonos Ordinemque Cruciferorum, t. 1, Poznań 1855; wyd. 2 Poznań 1890
- Akta dot. spraw diecezjalnych i majątkowych z 1335-1344, wyd. w: Codex diplomaticus Maioris Poloniae, t. 2, Poznań 1878, nr: 1009, 1152, 1182, 1184, 1194, 1214, 1227, 1231

### Utwory o autorstwie niepewnym
- De sancto Paulo (sekwencja; inc: Paule, doctor egregie...), wyd. C. Blume Analecta hymnica..., t. 42, Lipsk 1903, s. 281-282; wyd. krytyczne H. Kowalewicz „Cantica Medii Aevi Polono-Latina”, t. 1: „Sequentiae”, Warszawa 1964, Bibl. Latina Medii et Recentioris Aevi, t. 14 (autorstwo prawdopodobne zdaniem H. Kowalewicza)
- Tu es Petrus et super hanc petram..., sekwencja na cześć św. Piotra (autorstwo przypuszczalne zdaniem M. Liebeskinda; błędnie identyfikowane zdaniem H. Kowalewicza)